# Louis Delluc-díj
A Louis Delluc-díj (franciául: Prix Louis-Delluc) egy francia filmművészeti elismerés, amelyet neves filmkritikusokból és filmes szakemberekből álló zsűri ítél oda minden év végén a legjobb francia filmnek.
A díjat 1937-ben alapította Maurice Bessy író, filmtörténész és Marcel Idzkowski kritikus, színházi szakember a fiatalon elhunyt Louis Delluc (1890–1924) avantgárd filmrendező, forgatókönyvíró és filmkritikus, a francia filmklub hálózat alapítója emlékére. A neves irodalmi elismerés analógiájára a Louis Delluc-díjat gyakran nevezik „a filmművészet Goncourt-díjának”.
1999 óta a legjobb első filmnek is odaítélnek egy külön Louis Delluc-díjat.

## A díjazás
Minden év decemberének második csütörtökén, ünnepélyes keretek között díjazzák az abban az évben forgalomba került legjobb francia filmet. A mintegy húszfős zsűrit filmkritikusok és filmes szakemberek alkotják, munkájukat egy elnök irányítása alatt végzik. A zsűri végső döntése, annak nyilvánosságra hozatala, valamint az oklevél átadása a párizsi Fouquet's étteremben történik, a Champs-Élysées-n.
A díjátadás történetében előfordult, hogy a díjazott film mégsem került időben a mozikba; 1958-ban az Én, a néger című filmdrámát végül is csak 1960 márciusában mutatták be, az 1979-ben díjazott A király és a madár című rajzfilmet a következő év márciusában, az 1982-ben nyertes Dantont pedig csak egy hónappal később, januárban.
A díjazott alkotásnak egyszerre kell megfelelnie a magas művészi értékkel bíró szerzői filmekkel szemben támasztott követelményeknek, és a közönség elismerésének, függetlenül attól, hogy elsőfilmes alkotásról, vagy már egy, akár többszörösen elismert szerző filmjéről van szó. Ez utóbbi rendezők közül Alain Resnais három alkalommal vehette át a díjat (1966, 1993 és 1997), Louis Malle kétszer (1957 és 1987), akárcsak Michel Deville (1967, 1988), Claude Sautet (1969 és 1995), és Abdellatif Kechiche (2007, 2013).

## Díjazott alkotások

### Louis Delluc-díj
| Év           | #                                                        | Eredeti cím                                              | Magyar cím                                                           | Rendező                                                  | Megjegyzés                                               |
| ------------ | -------------------------------------------------------- | -------------------------------------------------------- | -------------------------------------------------------------------- | -------------------------------------------------------- | -------------------------------------------------------- |
|              |                                                          |                                                          |                                                                      |                                                          |                                                          |
| 1930-as évek |                                                          |                                                          |                                                                      |                                                          |                                                          |
| 1937         | 1.                                                       | Les bas-fonds                                            | Éjjeli menedékhely                                                   | Jean Renoir                                              |                                                          |
| 1938         | 2.                                                       | Le puritain                                              | A szent és az utcalány                                               | Jeff Musso                                               |                                                          |
| 1939         | 3.                                                       | Le quai des brumes                                       | Ködös utak                                                           | Marcel Carné                                             |                                                          |
| 1940-es évek |                                                          |                                                          |                                                                      |                                                          |                                                          |
| 1940 – 1944  | A második világháború alatt a díj nem került kiosztásra. | A második világháború alatt a díj nem került kiosztásra. | A második világháború alatt a díj nem került kiosztásra.             | A második világháború alatt a díj nem került kiosztásra. | A második világháború alatt a díj nem került kiosztásra. |
| 1945         | 4.                                                       | Espoir                                                   | Remény                                                               | André Malraux                                            |                                                          |
| 1946         | 5.                                                       | La belle et la bête                                      | A szép és a szörnyeteg                                               | Jean Cocteau                                             |                                                          |
| 1947         | 6.                                                       | Paris 1900                                               | Párizs 1900                                                          | Nicole Védrès                                            |                                                          |
| 1948         | 7.                                                       | Les casse-pieds                                          | Kellemetlenkedők                                                     | Jean Dréville                                            |                                                          |
| 1949         | 8.                                                       | Rendez-vous de juillet                                   | Randevú júliusban                                                    | Jacques Becker                                           |                                                          |
| 1950-es évek |                                                          |                                                          |                                                                      |                                                          |                                                          |
| 1950         | 9.                                                       | Le journal d'un curé de campagne                         | Egy falusi plébános naplója                                          | Robert Bresson                                           |                                                          |
| 1951         | A díj nem került kiosztásra.                             | A díj nem került kiosztásra.                             | A díj nem került kiosztásra.                                         | A díj nem került kiosztásra.                             | A díj nem került kiosztásra.                             |
| 1952         | 10.                                                      | Le rideau cramoisi                                       | Karmazsin függöny                                                    | Alexandre Astruc                                         |                                                          |
| 1953         | 11.                                                      | Les vacances de Monsieur Hulot                           | Hulot úr nyaral                                                      | Jacques Tati                                             |                                                          |
| 1954         | 12.                                                      | Les diaboliques                                          | Ördöngösök                                                           | Henri-Georges Clouzot                                    |                                                          |
| 1955         | 13.                                                      | Les grandes manœuvres                                    | A nagy hadgyakorlat                                                  | René Clair                                               |                                                          |
| 1956         | 14.                                                      | Le ballon rouge                                          | A piros léggömb                                                      | Albert Lamorisse                                         |                                                          |
| 1957         | 15.                                                      | Ascenseur pour l'échafaud                                | Felvonó a vérpadra                                                   | Louis Malle                                              |                                                          |
| 1958         | 16.                                                      | Moi un noir                                              | Én, a néger                                                          | Jean Rouch                                               |                                                          |
| 1959         | 17.                                                      | On n'enterre pas le dimanche                             |                                                                      | Michel Drach                                             |                                                          |
| 1960-as évek |                                                          |                                                          |                                                                      |                                                          |                                                          |
| 1960         | 18.                                                      | Une aussi longue absence                                 | Ilyen hosszú távollét                                                | Henri Colpi                                              |                                                          |
| 1961         | 19.                                                      | Un cœur gros comme ça                                    | Ilyen nagy szív                                                      | François Reichenbach                                     |                                                          |
| 1962         | 20.                                                      | L'immortelle                                             | A halhatatlan                                                        | Alain Robbe-Grillet                                      |                                                          |
| 1962         | 20.                                                      | Le soupirant                                             | Epekedő szerelmes                                                    | Pierre Étaix                                             |                                                          |
| 1963         | 21.                                                      | Les parapluies de Cherbourg                              | Cherbourgi esernyők                                                  | Jacques Demy                                             |                                                          |
| 1964         | 22.                                                      | Le bonheur                                               | Boldogság                                                            | Agnès Varda                                              |                                                          |
| 1965         | 23.                                                      | La vie de château                                        | Élet a kastélyban                                                    | Jean-Paul Rappeneau                                      |                                                          |
| 1966         | 24.                                                      | La guerre est finie                                      | A háborúnak vége                                                     | Alain Resnais                                            |                                                          |
| 1967         | 25.                                                      | Benjamin ou les mémoires d'un puceau                     | Benjamin – avagy egy szűz emlékiratai                                | Michel Deville                                           |                                                          |
| 1968         | 26.                                                      | Baisers volés                                            | Lopott csókok                                                        | François Truffaut                                        |                                                          |
| 1969         | 27.                                                      | Les choses de la vie                                     | Az élet dolgai                                                       | Claude Sautet                                            |                                                          |
| 1970-es évek |                                                          |                                                          |                                                                      |                                                          |                                                          |
| 1970         | 28.                                                      | Le genou de Claire                                       | Claire térde                                                         | Éric Rohmer                                              |                                                          |
| 1971         | 29.                                                      | Rendez-vous à Bray                                       | Találkozó Brayban                                                    | André Delvaux                                            |                                                          |
| 1972         | 30.                                                      | État de siège                                            | Ostromállapot                                                        | Costa-Gavras                                             |                                                          |
| 1973         | 31.                                                      | L'horloger de Saint-Paul                                 | A Saint-Paul órása                                                   | Bertrand Tavernier                                       |                                                          |
| 1974         | 32.                                                      | La gifle                                                 | A pofon                                                              | Claude Pinoteau                                          |                                                          |
| 1975         | 33.                                                      | Cousin, cousine                                          | Sógorok, sógornők                                                    | Jean-Charles Tacchella                                   |                                                          |
| 1976         | 34.                                                      | Le juge Fayard dit Le Shériff                            | Fayard bíró, akit seriffnek hívtak                                   | Yves Boisset                                             |                                                          |
| 1977         | 35.                                                      | Diabolo menthe                                           | Mentolos ital                                                        | Diane Kurys                                              |                                                          |
| 1978         | 36.                                                      | L'argent des autres                                      | A mások pénze                                                        | Christian de Chalonge                                    |                                                          |
| 1979         | 37.                                                      | Le roi et l'oiseau                                       | A király és a madár                                                  | Paul Grimault                                            |                                                          |
| 1980-as évek |                                                          |                                                          |                                                                      |                                                          |                                                          |
| 1980         | 38.                                                      | Un étrange voyage                                        | Különös utazás                                                       | Alain Cavalier                                           |                                                          |
| 1981         | 39.                                                      | Une étrange affaire                                      |                                                                      | Pierre Granier-Deferre                                   |                                                          |
| 1982         | 40.                                                      | Danton                                                   | Danton                                                               | Andrzej Wajda                                            |                                                          |
| 1983         | 41.                                                      | À nos amours                                             | Szerelmeinkre                                                        | Maurice Pialat                                           |                                                          |
| 1984         | 42.                                                      | La diagonale du fou                                      | Veszélyes lépések                                                    | Richard Dembo                                            |                                                          |
| 1985         | 43.                                                      | L'effrontée                                              | A csitri                                                             | Claude Miller                                            |                                                          |
| 1986         | 44.                                                      | Mauvais sang                                             | Rossz vér                                                            | Leos Carax                                               |                                                          |
| 1987         | 45.                                                      | Soigne ta droite                                         | Vigyázz jobbról                                                      | Jean-Luc Godard                                          |                                                          |
| 1987         | 45.                                                      | Au revoir les enfants                                    | Viszontlátásra, gyerekek!                                            | Louis Malle                                              |                                                          |
| 1988         | 46.                                                      | La lectrice                                              | Ártatlan gyönyör                                                     | Michel Deville                                           |                                                          |
| 1989         | 47.                                                      | Un monde sans pitié                                      | Kegyetlen világ                                                      | Éric Rochant                                             |                                                          |
| 1990-es évek |                                                          |                                                          |                                                                      |                                                          |                                                          |
| 1990         | 48.                                                      | Le petit criminel                                        | A kis bűnöző                                                         | Jacques Doillon                                          |                                                          |
| 1990         | 48.                                                      | Le mari de la coiffeuse                                  | A fodrásznő férje                                                    | Patrice Leconte                                          |                                                          |
| 1991         | 49.                                                      | Tous les matins du monde                                 | Minden áldott reggel                                                 | Alain Corneau                                            |                                                          |
| 1992         | 50.                                                      | Le petit prince a dit                                    | Pillangóval az ég felé                                               | Christine Pascal                                         |                                                          |
| 1993         | 51.                                                      | Smoking/No Smoking                                       | Smoking/No Smoking                                                   | Alain Resnais                                            |                                                          |
| 1994         | 52.                                                      | Les roseaux sauvages                                     | Vad nád                                                              | André Téchiné                                            |                                                          |
| 1995         | 53.                                                      | Nelly et Monsieur Arnaud                                 | Nelly és Arnaud úr                                                   | Claude Sautet                                            |                                                          |
| 1996         | 54.                                                      | Y aura-t-il de la neige à Noël?                          | Lesz-e hó karácsonykor?                                              | Sandrine Veysset                                         |                                                          |
| 1997         | 55.                                                      | On connaît la chanson                                    | Megint a régi nóta                                                   | Alain Resnais                                            |                                                          |
| 1997         | 55.                                                      | Marius et Jeannette                                      | Marius és Jeannette                                                  | Robert Guédiguian                                        |                                                          |
| 1998         | 56.                                                      | L'ennui                                                  | Az unalom                                                            | Cédric Kahn                                              |                                                          |
| 1999         | 57.                                                      | Adieu, plancher des vaches !                             | Agyő, édes otthon!                                                   | Otar Ioszeliani                                          |                                                          |
| 2000-es évek |                                                          |                                                          |                                                                      |                                                          |                                                          |
| 2000         | 58.                                                      | Merci pour le chocolat                                   | Köszi a csokit!                                                      | Claude Chabrol                                           |                                                          |
| 2001         | 59.                                                      | Intimité                                                 | Intimitás                                                            | Patrice Chéreau                                          |                                                          |
| 2002         | 60.                                                      | Être et avoir                                            | Én, te, ő                                                            | Nicolas Philibert                                        |                                                          |
| 2003         | 61.                                                      | Un couple épatant Cavale Après la vie                    | Trilógia – Csodás páros Trilógia – Menekülés Trilógia – Az élet után | Lucas Belvaux                                            |                                                          |
| 2003         | 61.                                                      | Les sentiments                                           | Érzések                                                              | Noémie Lvovsky                                           |                                                          |
| 2004         | 62.                                                      | Rois et reine                                            | Ha te nem lennél                                                     | Arnaud Desplechin                                        |                                                          |
| 2005         | 63.                                                      | Les amants réguliers                                     | Szabályos szeretők                                                   | Philippe Garrel                                          |                                                          |
| 2006         | 64.                                                      | Lady Chatterley                                          | Lady Chatterley                                                      | Pascale Ferran                                           |                                                          |
| 2007         | 65.                                                      | La graine et le mulet                                    | A kuszkusz titka                                                     | Abdellatif Kechiche                                      |                                                          |
| 2008         | 66.                                                      | La vie moderne                                           | A modern élet                                                        | Raymond Depardon                                         |                                                          |
| 2009         | 67.                                                      | Un prophète                                              | A próféta                                                            | Jacques Audiard                                          |                                                          |
| 2010-es évek |                                                          |                                                          |                                                                      |                                                          |                                                          |
| 2010         | 68.                                                      | Mistérios de Lisboa                                      |                                                                      | Raoul Ruiz                                               | [ * 1 ]                                                  |
| 2011         | 69.                                                      | Le Havre                                                 | Kikötői történet                                                     | Aki Kaurismäki                                           | [ * 2 ]                                                  |
| 2012         | 70.                                                      | Les adieux à la reine                                    | Búcsú a királynémtól                                                 | Benoît Jacquot                                           | [ * 3 ]                                                  |
| 2013         | 71.                                                      | La vie d' Adèle : Chapitres 1 & 2                        | Adèle élete – 1–2. fejezet                                           | Abdellatif Kechiche                                      | [ * 4 ]                                                  |
| 2014         | 72.                                                      | Clouds of Sils Maria                                     | Sils Maria felhői                                                    | Olivier Assayas                                          | [ * 5 ]                                                  |
| 2015         | 73.                                                      | Fatima                                                   |                                                                      | Philippe Faucon                                          | [ * 6 ]                                                  |
| 2016         | 74.                                                      | Une vie                                                  | Egy asszony élete                                                    | Stéphane Brizé                                           | [ * 7 ]                                                  |
| 2017         | 75.                                                      | Barbara                                                  | Barbara                                                              | Mathieu Amalric                                          | [ * 8 ]                                                  |
| 2018         | 76.                                                      | Plaire aimer et courir vite                              | Bocsáss meg, kedvesem!                                               | Christophe Honoré                                        | [ * 9 ]                                                  |
| 2019         | 77.                                                      | Jeanne                                                   |                                                                      | Bruno Dumont                                             | [ * 10 ]                                                 |
| 2020-as évek |                                                          |                                                          |                                                                      |                                                          |                                                          |
| 2020         | 78.                                                      | Adolescentes                                             | Ha már fel kell nőni                                                 | Sébastien Lifshitz                                       | [ * 11 ]                                                 |
| 2021         | 79.                                                      | Onoda, 10 000 nuits dans la jungle                       |                                                                      | Arthur Harari                                            | [ * 12 ]                                                 |
| 2022         | 80.                                                      | Saint Omer                                               | Saint Omer                                                           | Alice Diop                                               | [ * 13 ]                                                 |
| 2022         | 80.                                                      | Pacifiction                                              | Pacifiction                                                          | Albert Serra                                             | [ * 13 ]                                                 |
| 2023         | 81.                                                      | Le Règne animal                                          | Állati királyság                                                     | Thomas Cailley                                           | [ * 14 ]                                                 |
| 2024         | 82.                                                      | Miséricorde                                              |                                                                      | Alain Guiraudie                                          | [ * 15 ]                                                 |

### Louis Delluc-díj első filmnek
| Év           | Gála | Eredeti cím                              | Magyar cím            | Rendező                       | Megjegyzés |
| ------------ | ---- | ---------------------------------------- | --------------------- | ----------------------------- | ---------- |
|              |      |                                          |                       |                               |            |
| 1990-es évek |      |                                          |                       |                               |            |
| 1999         | 57.  | Voyages                                  | Utazások              | Emmanuel Finkiel              |            |
| 2000-es évek |      |                                          |                       |                               |            |
| 2000         | 58.  | Ressources humaines                      | Emberi erőforrások    | Laurent Cantet                |            |
| 2001         | 59.  | Toutes les nuits                         |                       | Eugène Green                  |            |
| 2002         | 60.  | Wesh wesh, qu'est-ce qui se passe ?      | Mi van, mi a baj?     | Rabah Ameur-Zaïmeche          |            |
| 2003         | 61.  | Il est plus facile pour un chameau...    | Könnyebb a tevének... | Valeria Bruni-Tedeschi        |            |
| 2004         | 62.  | Quand la mer monte...                    | Árad a tenger...      | Yolande Moreau / Gilles Porte |            |
| 2005         | 63.  | Douches froides                          | Hidegzuhany           | Antony Cordier                |            |
| 2006         | 64.  | Le pressentiment                         | Pálfordulás           | Jean-Pierre Darroussin        |            |
| 2007         | 65.  | Naissance des pieuvres                   | Vízi liliomok         | Céline Sciamma                |            |
| 2007         | 65.  | Tout est pardonné                        | Minden megbocsátva    | Mia Hansen-Løve               |            |
| 2008         | 66.  | L'apprenti                               |                       | Samuel Collardey              |            |
| 2009         | 67.  | Qu'un seul tienne et les autres suivront | A beszélő titkai      | Léa Fehner                    |            |
| 2010-es évek |      |                                          |                       |                               |            |
| 2010         | 68.  | Belle épine                              | Rózsatövis            | Rebecca Zlotowski             | [ * 1 ]    |
| 2011         | 69.  | Donoma                                   |                       | Djinn Carrenard               | [ * 2 ]    |
| 2012         | 70.  | Louise Wimmer                            |                       | Cyril Mennegun                | [ * 3 ]    |
| 2013         | 71.  | Vandal                                   | Lefújt falak          | Hélier Cisterne               | [ * 4 ]    |
| 2014         | 72.  | Les combattants                          | A küzdők              | Thomas Cailley                | [ * 5 ]    |
| 2015         | 73.  | Le grand jeu                             |                       | Nicolas Pariser               | [ * 6 ]    |
| 2016         | 74.  | Gorge coeur ventre                       |                       | Maud Alpi                     | [ * 7 ]    |
| 2017         | 75.  | Grave                                    | Nyers                 | Julia Ducournau               | [ * 8 ]    |
| 2018         | 76.  | Jusqu'à la garde                         | Láthatás              | Xavier Legrand                | [ * 9 ]    |
| 2018         | 76.  | Les Garçons sauvages                     |                       | Bertrand Mandico              | [ * 9 ]    |
| 2019         | 77.  | Vif-argent                               | Lángoló szellem       | Stéphane Batut                | [ * 10 ]   |
| 2020-as évek |      |                                          |                       |                               |            |
| 2020         | 78.  | Josep                                    | Josep                 | Aurel                         | [ * 11 ]   |
| 2021         | 79.  | Vers la bataille                         |                       | Aurélien Vernhes-Lermusiaux   | [ * 12 ]   |
| 2022         | 80.  | Falcon Lake                              | Falcon Lake           | Charlotte Le Bon              | [ * 13 ]   |
| 2023         | 81.  | Le Ravissement                           | Elragadtatás          | Iris Kaltenbäck               | [ * 14 ]   |
| 2024         | 82.  | Les Fantômes                             |                       | Jonathan Millet               | [ * 15 ]   |

## Fordítás
- Ez a szócikk részben vagy egészben az Prix Louis-Delluc című francia Wikipédia-szócikk ezen változatának fordításán alapul.  Az eredeti cikk szerkesztőit annak laptörténete sorolja fel. Ez a jelzés csupán a megfogalmazás eredetét és a szerzői jogokat jelzi, nem szolgál a cikkben szereplő információk forrásmegjelöléseként.